# Znicestwienie narodu
Znicestwienie narodu – rozprawa Cypriana Kamila Norwida z 1871 poruszająca temat unicestwienia narodu.

## O utworze
Rozprawa Norwida stanowi podsumowanie i uogólnienie obserwacji uczynionych podczas pracy nad Filozofią historii polskiej, a także będących wynikiem doświadczeń z okresu wojny francusko-pruskiej i Komuny Paryskiej. Zalążkiem rozprawy były zapiski poczynione w zeszycie zawierającym jego Notatki etno-filologiczne. Rozprawa nie została ukończona albo przepisana. Czas jej powstania można określić na 1871, biorąc pod uwagę zgodności z Kleopatrą oraz Filozofią historii polskiej (uwagami o fałszowaniu historii i in.). Nie posiadający tytułu autograf zachował się w papierach Norwida. Został opublikowany przez Zenona Przesmyckiego w 1931 w piątym numerze Kultury pod tytułem Z nieopublikowanych rękopisów C. Norwida.

## Treść
I. Unicestwić narodu nikt nie zdoła bez współdziałania tego narodu, i to nie przypadkowego, ale zaangażowanego. Trzeba bowiem aby miłość, która utworzyła naród, zaprzeczyła samą siebie. Dzieje się tak dlatego, że narody są całościami, których częściowe władze dopełniają się syntetycznie (lub miłościwie). Jeśli więc jakieś zło dojdzie do tego, że stanie się takie samo w różnych obszarach życia, to dzieje się tak przez syntetyczność ciała narodowego, tak że obywatele codziennie je starannie uprawiając, aplikują miłość do zniszczenia. Stąd pochodzi, że trzeba nieraz poruszenia całego ciała społecznego do wykorzenienia jednego nawet małego błędu. Egipt został zniszczony przez Kambyzesa, nie wtedy gdy pod postaciami zwierząt oddawał cześć Stworzycielowi, ale gdy w paroksyzmie ubóstwienia kota całe miasta były gotowe do bratobójczych walk.
II. Narody europejskie wyróżnia spośród innych to, że dopełniają swego rozwoju obcując z całością Europy, tak że rozwijają nie tylko to, co je wzajemnie różni, ale i to co łączy. Jest to w sferze moralnej tym samym, co eksport i import w gospodarczej. Nakłada to na naród europejski dodatkowy obowiązek bycia współczesnym. Kto chce zatem zatracić jakiś naród europejski miesza te dwa żywiołyː łączenia się odróżniania, tak jakby zaburzał równowagę między eksportem a importem. Naród wprawiony w błąd będzie się łączył nie w ten sposób jak powinien i odróżniać się będzie nie przez te właściwości, przez które powinien. Uwielbi w sobie ten błąd i odtąd cokolwiek przedsięweźmie, zrobi to albo za późno, albo za wcześnie. Będzie podobny temu kto wozi na targ najlepsze swe produkty, ale nie wyrobi w sobie świadomości jak się zmienia rynek i z czym się narzucać innym, a w czym współpracować lub naśladować. W ten sposób wbije się w pychę, która jest dumą umieszczoną w niewłaściwym miejscu. O właściwym bowiem nie będzie miał pojęcia. Ten kto chce zniszczyć naród stara się następnie, aby geograficzne pojęcie narodu o sobie poróżnić ze świadomością historyczną ukształtowaną przez wieki. Naród w ten sposób porażony nie potrafi korzystać z okoliczności ościennych i podejmuje akcje zaczepne, kiedy zaledwie może się bronić, a broni się, gdy mógłby atakować.
III. Położenie geograficzne nie jest bowiem przypadkiem, ale elementarną kartą historii narodu. Wystarczy powiedzieć, że Egipt to Nil, a bycie półwyspem jest istotne dla historii Włoch w ich tryumfach i upadkach. Harmonia żywiołów daje dobry system komunikacyjny, prawidłowe stosunki własności. Podważenie jej prowadzi do zaburzenia stosunków i osłabienia poczucia bezpieczeństwa, a wtedy nawet najurodzajniejsza ziemia nie żywi. Dotknięty tak naród jest już na drodze do upadku, jego członkowie bowiem, jak o tym była mowa wyżej, zaczynają się przez swe działanie przykładać do powszechnej ruiny. Stąd pochodzi, że przeprowadzanie reform wiąże się z koniecznością odrodzenia ludzi. Bez tego reformy są albo za wczesne, to jest wymagają użycia gwałtu, albo za późne, bo pozostają na papierze, albo wreszcie niepoważne – wyżywają się w pustym gadaniu.
IV. Jeśli naród zachowa przeszłość – tradycję obyczajową, religię, życie umysłowe, konieczność bytu ma szansę się odrodzić. Poróżnić go z przeszłością może nieoświecony konserwatyzm. Oświecony, taki jak w Anglii, podejmuje z przeszłości to co postępowe, co jest nasieniem przyszłości, legalizuje pochód narodu i otacza szacunkiem źródła. Nieoświecony konserwatyzm, nie badając przeszłości, całą ją naraża na pogardę. Rzymianie gdyby uznali za najważniejsze w swoich dziejach to, że lubili rozkazywać ludom, nosili pstrokate togi i jedli pawie mózgi, całkowicie omyliliby się co do swoich dokonań i obmierziliby je sobie. Podobno żeby coś całkiem obalić najlepiej zamienić to w nieuprawnioną niczym religię.